# Cântico das Criaturas
O Cântico das Criaturas (em italiano: Cantico delle creature; em latim: Laudes Creaturarum), também conhecido como Cântico do Irmão Sol(italiano: Cantico di Frate Sole) é uma canção religiosa cristã composta por São Francisco de Assis. Escrita no dialeto da Úmbria, acredita-se que esteja entre as primeiras obras escritas no idioma italiano.
Ao contrário de outras canções religiosas da época, o Cântico das Criaturas é extremamente puro e sincero na maneira em que louva Deus agradecendo-o por criações como o "Irmão Fogo" e a "Irmã Água". A letra é uma afirmação da teologia pessoal de Francisco de Assis. Ele frequentemente se referia aos animais como irmãos e irmãs da Humanidade, rejeitava qualquer tipo de acúmulo material e confortos sensuais, em troca da "Senhora Pobreza".
Francisco teria composto a maior parte do cântico no fim de 1224, enquanto se recuperava de uma doença em San Damiano, em uma pequena cabana construída para ele por Clara de Assis e outras mulheres pertencentes à sua ordem. De acordo com a tradição, ela teria sido cantada pela primeira vez por São Francisco e pelos irmãos Angelo e Leo, dois de seus companheiros originais, no leito de morte de Francisco, com o verso final que louva a "Irmã Morte" tendo sido acrescentado apenas alguns minutos anteriormente.
Historicamente, o Cântico das Criaturas foi mencionado pela primeira vez na Vita Prima de Tomás de Celano, em 1228.
No século XX, a peça foi musicada pela compositora russa Sofia Gubaidulina, e dedicada ao violoncelista Mstislav Rostropovich.

## Texto completo
| Texto original em dialeto úmbrio | Tradução em português |
| --- | --- |
| Altissimu, onnipotente bon Signore, Tue so' le laude, la gloria e l'honore et onne benedictione. Ad Te solo, Altissimo, se konfano, et nullu homo ène dignu te mentovare. Laudato sie, mi' Signore cum tucte le Tue creature, spetialmente messor lo frate Sole, lo qual è iorno, et allumeni noi per lui. Et ellu è bellu e radiante cum grande splendore: de Te, Altissimo, porta significatione. Laudato si', mi Signore, per sora Luna e le stelle: in celu l'ài formate clarite et pretiose et belle. Laudato si', mi' Signore, per frate Vento et per aere et nubilo et sereno et onne tempo, per lo quale, a le Tue creature dài sustentamento. Laudato si', mi' Signore, per sor Aqua, la quale è multo utile et humile et pretiosa et casta. Laudato si', mi Signore, per frate Focu, per lo quale ennallumini la nocte: ed ello è bello et iocundo et robustoso et forte. Laudato si', mi' Signore, per sora nostra matre Terra, la quale ne sustenta et governa, et produce diversi fructi con coloriti flori et herba. Laudato si', mi Signore, per quelli che perdonano per lo Tuo amore et sostengono infirmitate et tribulatione. Beati quelli ke 'l sosterranno in pace, ka da Te, Altissimo, sirano incoronati. Laudato si' mi Signore, per sora nostra Morte corporale, da la quale nullu homo vivente po' skappare: guai a quelli ke morrano ne le peccata mortali; beati quelli ke trovarà ne le Tue sanctissime voluntati, ka la morte secunda no 'l farrà male. Laudate et benedicete mi Signore et rengratiate e serviateli cum grande humilitate… | Altíssimo, omnipotente, bom Senhor, a ti o louvor, a glória, a honra e toda a bênção. A ti só, Altíssimo, se hão-de prestar e nenhum homem é digno de te nomear. Louvado sejas, ó meu Senhor, com todas as tuas criaturas, especialmente o meu senhor irmão Sol, o qual faz o dia e por ele nos alumias. E ele é belo e radiante, com grande esplendor: de ti, Altíssimo, nos dá ele a imagem. Louvado sejas, ó meu Senhor, pela irmã Lua e as Estrelas: no céu as acendeste, claras, e preciosas e belas. Louvado sejas, ó meu Senhor, pelo irmão Vento e pelo Ar, e Nuvens, e Sereno, e todo o tempo, por quem dás às tuas criaturas o sustento. Louvado sejas, ó meu Senhor, pela irmã Água, que é tão útil e humilde, e preciosa e casta. Louvado sejas, ó meu Senhor, pelo irmão Fogo, pelo qual alumias a noite: e ele é belo, e jucundo, e robusto e forte. Louvado sejas, ó meu Senhor, pela nossa irmã a mãe Terra, que nos sustenta e governa, e produz variados frutos, com flores coloridas, e verduras. Louvado sejas, ó meu Senhor, por aqueles que perdoam por teu amor e suportam enfermidades e tribulações. Bem-aventurados aqueles que as suportam em paz, pois por ti, Altíssimo, serão coroados. Louvado sejas, ó meu Senhor, por nossa irmã a Morte corporal, à qual nenhum homem vivente pode escapar: Ai daqueles que morrem em pecado mortal! Bem-aventurados aqueles que cumpriram a tua santíssima vontade, porque a segunda morte não lhes fará mal. Louvai e bendizei a meu Senhor, e dai-lhe graças e servi-o com grande humildade… |